# Campeonato Mundial de Atletismo de 2009 - Revezamento 4x400 m feminino
A prova dos 4x400 metros feminino do Campeonato Mundial de Atletismo de 2009 foi disputada nos dias 22 e 23 de agosto no Olympiastadion, em Berlim.

## Recordes
Antes desta competição, os recordes mundiais e do campeonato nesta prova eram os seguintes:
| Tipo                  | Atleta          | Tempo   | Local     | Data                 | Ref |
| --------------------- | --------------- | ------- | --------- | -------------------- | --- |
|                       | União Soviética | 3:15.17 | Seul      | 1 de outubro de 1988 | ver |
| Recorde do campeonato | Estados Unidos  | 3:16.71 | Stuttgart | 22 de agosto de 1993 | ver |

## Medalhistas
| Ouro | Prata | Bronze                                                                                           |
| Estados Unidos · Debbie Dunn · Allyson Felix · Lashinda Demus · Sanya Richards · Natasha Hastings* · Jessica Beard* | Jamaica · Rosemarie Whyte · Novlene Williams-Mills · Shereefa Lloyd · Shericka Williams · Kaliese Spencer* | Grã-Bretanha · Lee McConnell · Christine Ohuruogu · Vicki Barr · Nicola Sanders · Jenny Meadows* |

*Correram apenas as eliminatórias, mas receberam medalhas

## Resultados

### Eliminatórias
Estes são os resultados das eliminatórias. As 16 equipes inscritas foram divididas em duas baterias, se classificando para a final as três melhores de cada bateria (Q) mais os dois melhores tempos no geral (q).
| Bateria 1 | Bateria 1                                                                               | Bateria 1   | Bateria 1            |
| Pos.      | Equipe                                                                                  | Tempo       | Notas                |
| --------- | --------------------------------------------------------------------------------------- | ----------- | -------------------- |
| 1         | Estados Unidos · Debbie Dunn · Natasha Hastings · Jessica Beard · Sanya Richards        | 3:29.31 (Q) |                      |
| 2         | Nigéria · Endurance Abinuwa · Muizat Ajoke Odumosu · Josephine Ehigie · Folasade Abugan | 3:29.60 (Q) | Recorde da temporada |
| 3         | França · Virginie Michanol · Aurélie Kamga · Symphora Béhi · Solen Désert-Mariller      | 3:29.60 (Q) | Recorde da temporada |
| 4         | Austrália · Pirrenee Steinert · Madeleine Pape · Caitlin Willis-Pincott · Tamsyn Lewis  | 3:30.80     |                      |
| 5         | Itália · Marta Milani · Daniela Reina · Maria Enrica Spacca · Libania Grenot            | 3:31.05     |                      |
| 6         | Brasil · Geisa Aparecida Coutinho · Emmilly Pinheiro · Sheila Ferreira · Jailma de Lima | 3:31.42     |                      |
| 7         | México · Alejandra Cherizola · Nallely Vela · Ruth Grajeda · Karla Dueñas               | 3:40.03     |                      |
|           | Bahamas · Sasha Rolle · Shakeitha Henfield · Rashan Brown · Katrina Seymour             | DSQ         |                      |

| Bateria 2 | Bateria 2                                                                               | Bateria 2   | Bateria 2            |
| Pos.      | Equipe                                                                                  | Tempo       | Notas                |
| --------- | --------------------------------------------------------------------------------------- | ----------- | -------------------- |
| 1         | Rússia · Natalya Nazarova · Tatyana Firova · Natalya Antyukh · Lyudmila Litvinova       | 3:23.80 (Q) | Recorde da temporada |
| 2         | Jamaica · Kaliese Spencer · Shereefa Lloyd · Rosemarie Whyte · Novlene Williams-Mills   | 3:24.72 (Q) |                      |
| 3         | Alemanha · Fabienne Kohlmann · Sorina Nwachukwu · Esther Cremer · Claudia Hoffmann      | 3:25.08 (Q) | Recorde da temporada |
| 4         | Grã-Bretanha · Nicola Sanders · Vicki Barr · Jennifer Meadows · Lee McConnell           | 3:25.23 (q) | Recorde da temporada |
| 5         | Cuba · Susana A. Clement · Daisurami Bonne · Zulia Calatayud · Indira Terrero           | 3:27.36 (q) | Recorde da temporada |
| 6         | Canadá · Esther Akinsulie · Adrienne Power · Jenna Martin · Carline Muir                | 3:29.17     | Recorde da temporada |
| 7         | Ucrânia · Yuliya Baraley · Tetiana Petlyuk · Anastasiya Rabchenyuk · Antonina Yefremova | 3:30.76     |                      |
| 8         | Japão · Sayaka Aoki · Asami Tanno · Mayu Sato · Satomi Kubokura                         | 3:34.46     |                      |

### Final
Estes são os resultados da final:
| Pos.              | Equipe                                                                                         | Tempo      | Notas                |
| ----------------- | ---------------------------------------------------------------------------------------------- | ---------- | -------------------- |
| Medalha de ouro   | Estados Unidos · Debbie Dunn · Allyson Felix · Lashinda Demus · Sanya Richards                 | 3:17.83    | Recorde da temporada |
| Medalha de prata  | Jamaica · Rosemarie Whyte · Novlene Williams-Mills · Shereefa Lloyd · Shericka Williams        | 3:21.15    | Recorde da temporada |
| DSQ               | Rússia · Anastasiya Kapachinskaya · Tatyana Firova · Lyudmila Litvinova · Antonina Krivoshapka | 3:21.64<a> | Doping               |
| Medalha de bronze | Grã-Bretanha · Lee McConnell · Christine Ohuruogu · Vicki Barr · Nicola Sanders                | 3:25.16    | Recorde da temporada |
| 5                 | Alemanha · Fabienne Kohlmann · Sorina Nwachukwu · Esther Cremer · Claudia Hoffmann             | 3:27.61    |                      |
| 6                 | Nigéria · Endurance Abinuwa · Muizat Ajoke Odumosu · Josephine Ehigie · Folasade Abugan        | 3:28.55    | Recorde da temporada |
| 7                 | França · Virginie Michanol · Aurélie Kamga · Symphora Béhi · Solen Désert-Mariller             | 3:30.16    |                      |
| 8                 | Cuba · Diosmely Peña · Daisurami Bonne · Zulia Calatayud · Indira Terrero                      | 3:36.99    |                      |

Legenda
| Recorde mundial       | Recorde mundial (World record)               |                       | Recorde africano                      | Recorde africano (African) |                                           | Q | Classificado por posição (Qualified) |
| Recorde do campeonato | Recorde do campeonato (Championship record)  | Recorde da América    | Recorde da América (Americas)         | q                          | Classificado por melhor tempo (Qualified) |   |                                      |
| Melhor marca do ano   | Melhor marca do ano (World leading)          | Recorde asiático      | Recorde asiático (Asian)              | DNS                        | Não largou (Did not start)                |   |                                      |
| Recorde nacional      | Recorde nacional (National record)           | Recorde europeu       | Recorde europeu (European)            | DNF                        | Não terminou (Did not finish)             |   |                                      |
| Recorde pessoal       | Recorde pessoal do atleta (Personal best)    | Recorde da Oceania    | Recorde da Oceania (Oceania)          | DSQ / DQ                   | Desclassificado (Disqualified)            |   |                                      |
| Recorde da temporada  | Recorde da temporada do atleta (Season best) | Recorde sul-americano | Recorde sul-americano (South America) | NM                         | Sem marca (No mark)                       |   |                                      |